# Chitonidae
Famille
Les Chitonidae sont une famille des mollusques polyplacophores de l'ordre des Chitonida.

## Liste des genres
Selon World Register of Marine Species (12 janvier 2017) :
- sous-famille Acanthopleurinae Dall, 1889
  - genre Acanthopleura Guilding, 1829
  - genre Enoplochiton Gray, 1847
  - genre Liolophura Pilsbry, 1893
  - genre Squamopleura Nierstrasz, 1905
- sous-famille Chitoninae Rafinesque, 1815
  - genre Chiton Linnaeus, 1758
  - genre Gymnoplax Gray, 1821
  - genre Radsia Gray, 1847
  - genre Rhyssoplax Thiele, 1893
  - genre Sypharochiton Thiele, 1893
- sous-famille Rapanuiinae Dell'Angelo, Raines & Bonfitto, 2004
  - genre Rapanuia Dell'Angelo, Raines & Bonfitto, 2004
- sous-famille Toniciinae Pilsbry, 1893
  - genre Lucilina Dall, 1882
  - genre Onithochiton Gray, 1847
  - genre Tonicia Gray, 1847

## Galerie

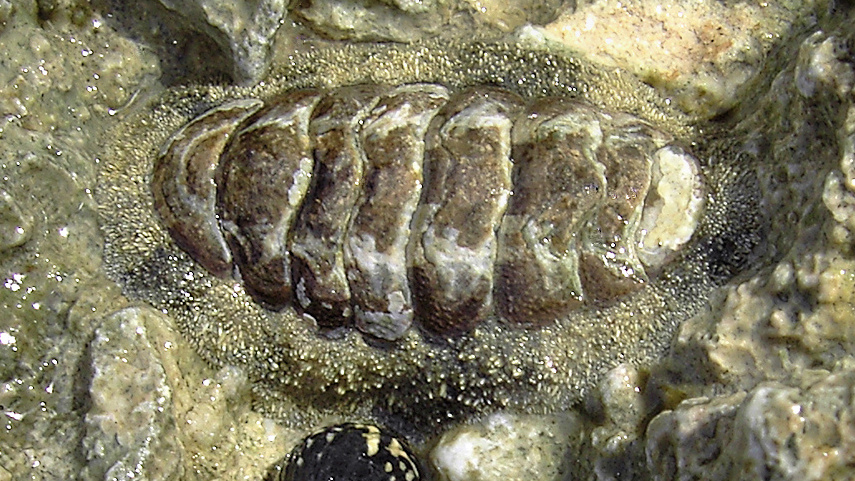
Acanthopleura granulata
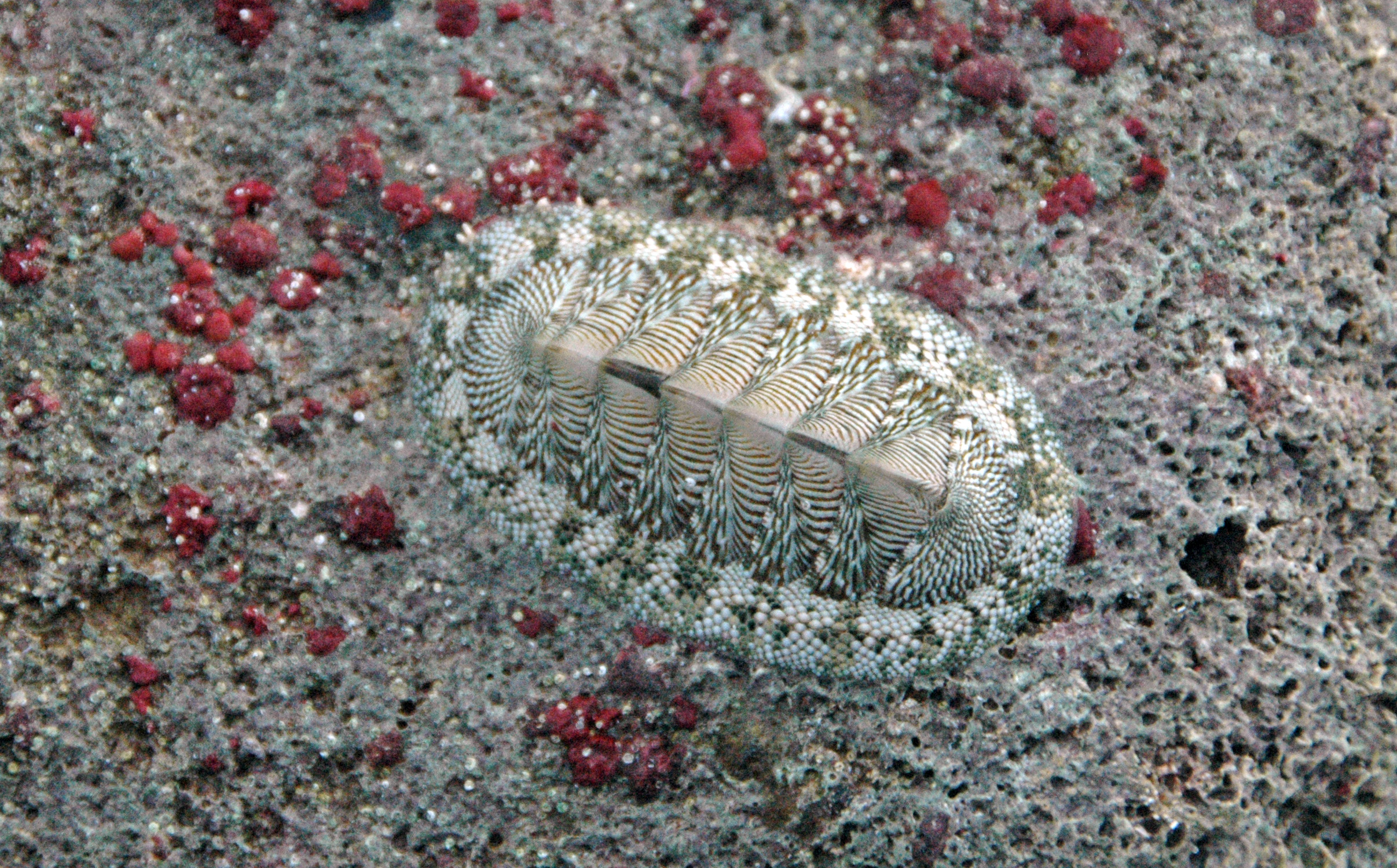
Chiton tuberculatus
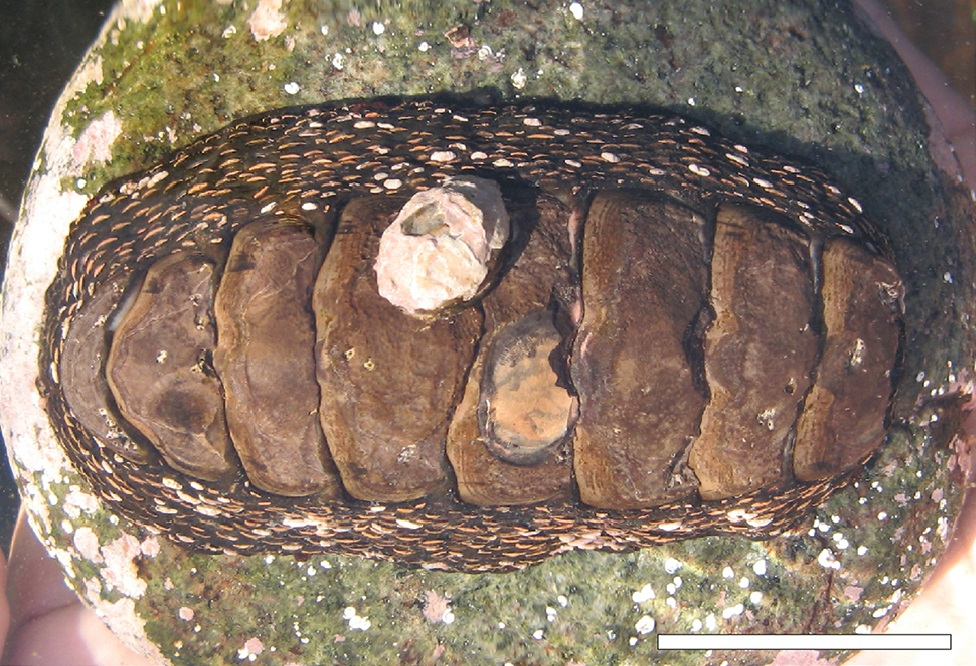
Enoplochiton niger
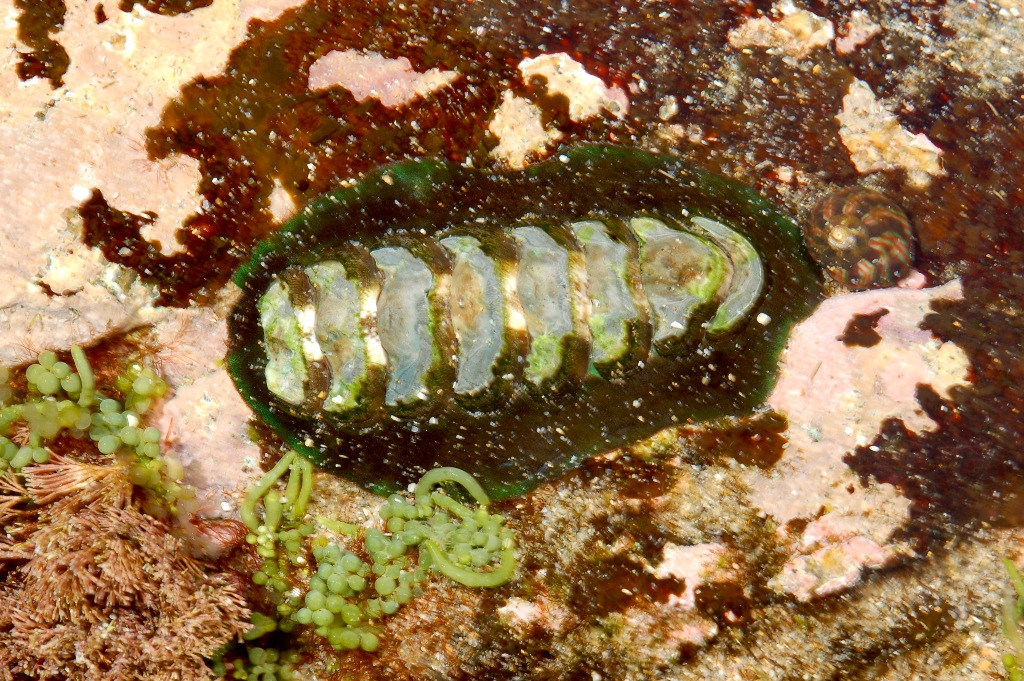
Onithochiton literatus
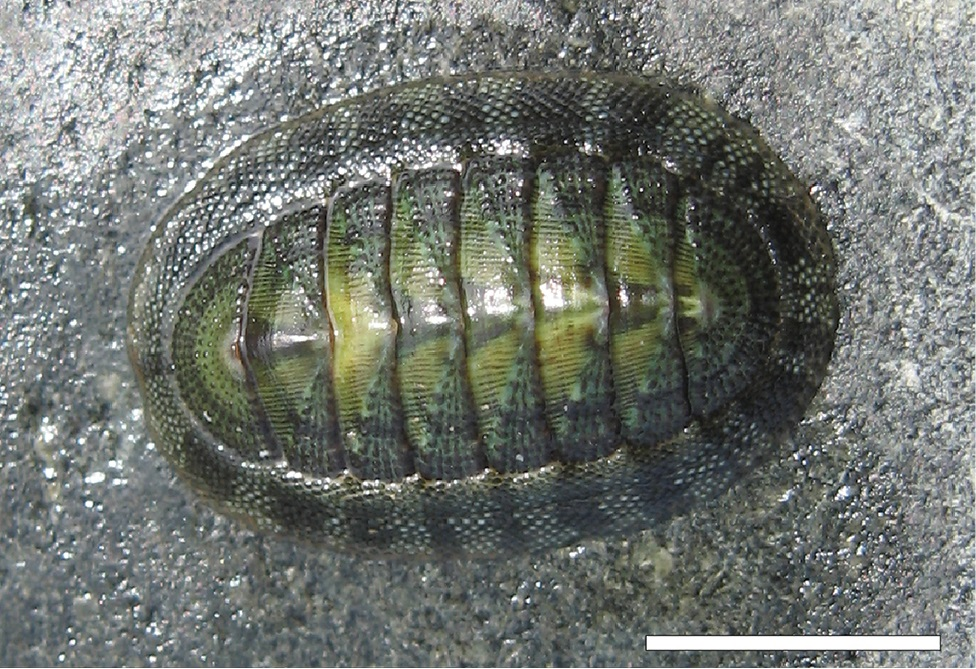
Radsia barnesii
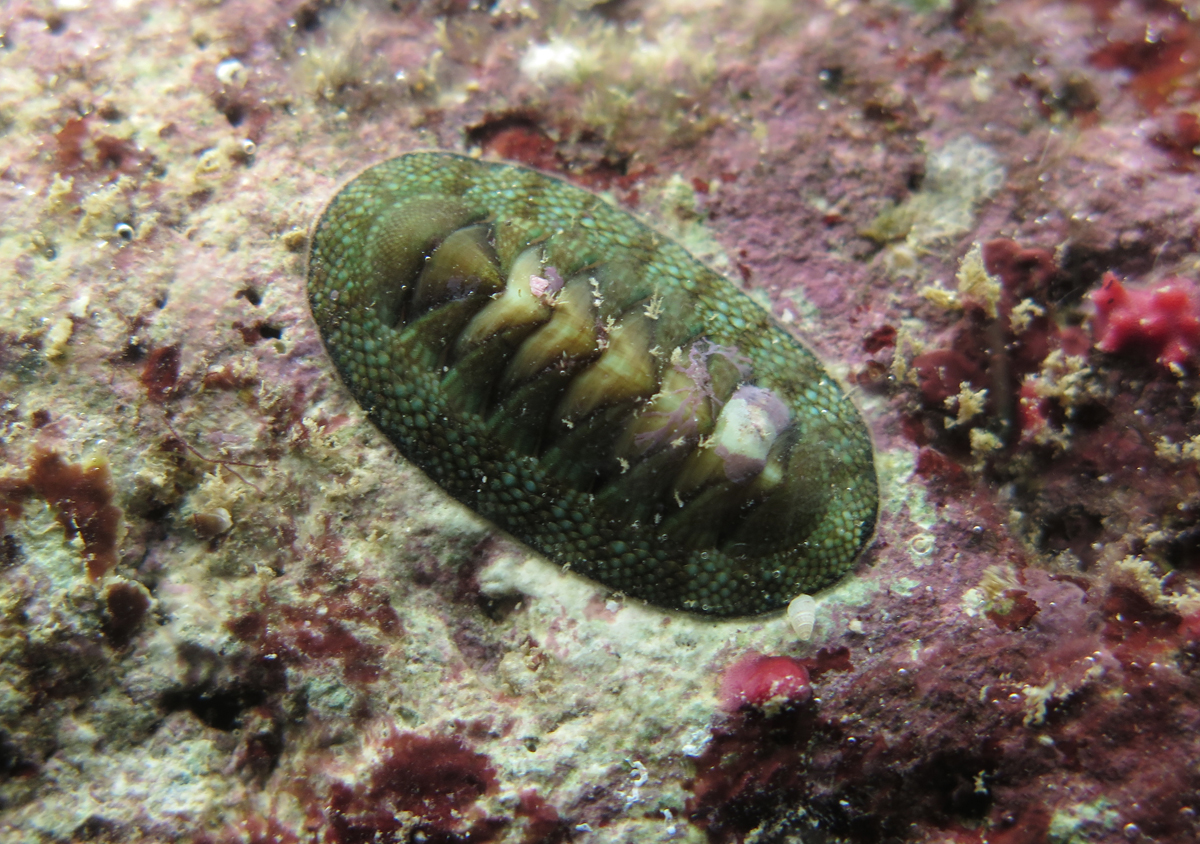
Rhyssoplax mauritiana
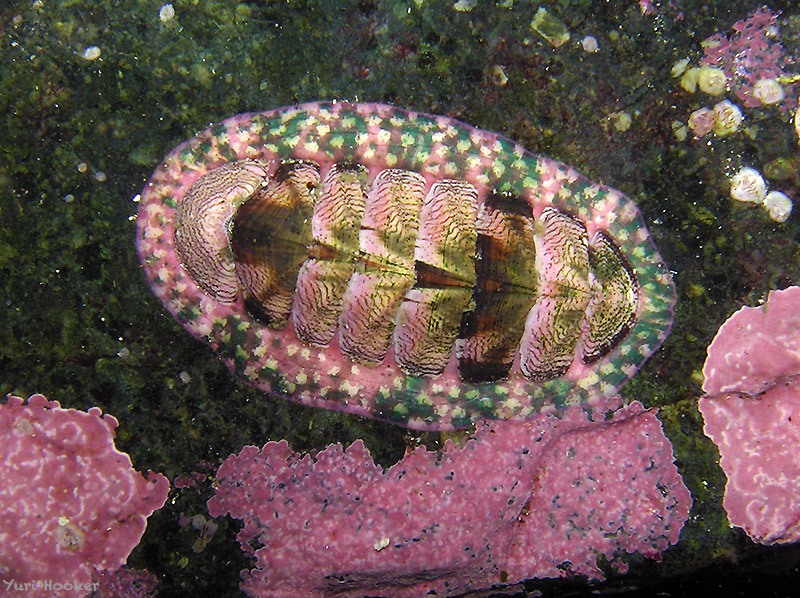
Tonicia elegans